# Forgástest

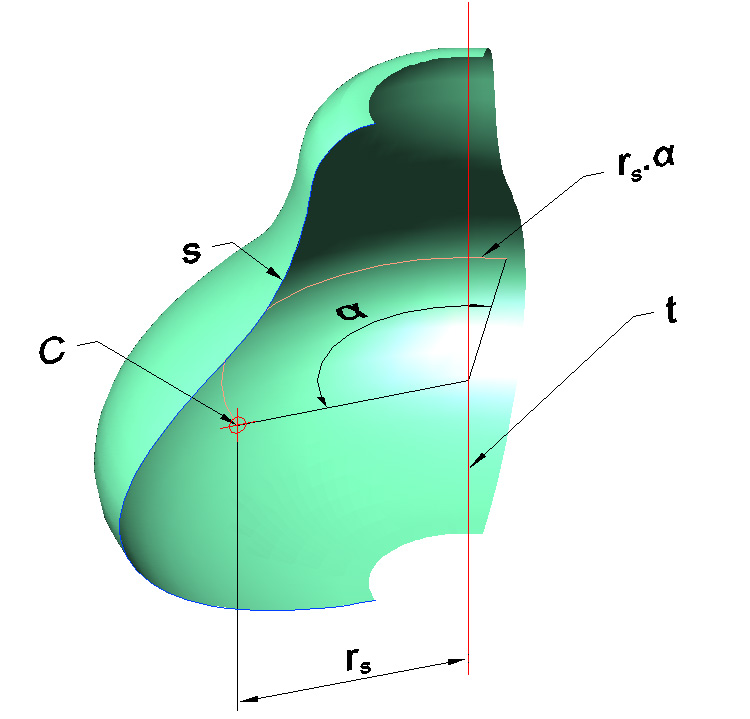
Forgástest felszíne

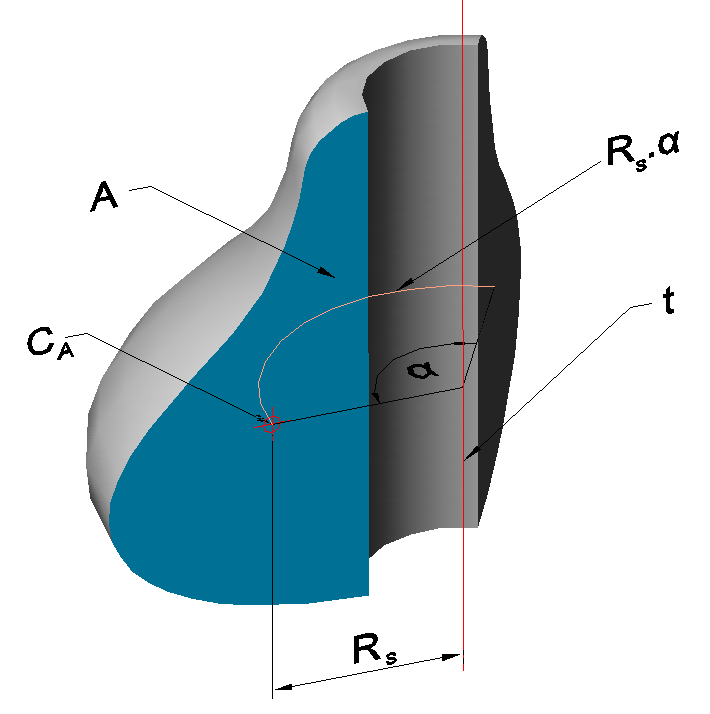
Forgástest térfogata

Forgástest olyan geometriai test, mely egy síkidom síkjában fekvő, azt nem metsző egyenes, mint tengely körüli megforgatásából származtatható. A forgástest az a test, melyet a síkidom forgatása közben súrolt felület és az alapkörlap, valamint a fedőkörlap határol.
Szigorúbb definíció szerint forgástestek a hengerszimmetrikus testek. Forgásszimmetrikusnak az olyan alakzatot nevezik, melynél van olyan elforgatás, mely az alakzatot önmagába viszi át. A teljes forgásszimmetria esetén az alakzat helyzetét a forgástengely körül végrehajtott semmilyen elforgatás nem változtatja meg. Ezt térbeli alakzatnál hengerszimmetrikus alakzatnak nevezik. A hengerszimmetrikus testek a forgástestek.
A számítógéppel segített tervezőrendszerek (CAD) forgástestnek nevezik azokat a geometriai testeket is, melyeket egy síkidom tetszőleges szöggel való, tehát nem teljes megforgatásakor súrol. Ezek a szigorúbb definíció szerint nem forgástestek.
A forgástest olyan síkmetszetét, mely tartalmazza a szimmetriatengelyt, meridiánmetszetnek nevezik.

## A forgástest térfogata
Legyen a meridiángörbe egy f(x) folytonos, nem negatív függvény az a≤x≤b tartományban. Ha a forgástengely az x tengely, akkor a keletkező forgástest térfogata:
{\displaystyle V=\pi \int \limits _{a}^{b}f^{2}(x)dx}

## A forgástest felszíne
Az f(x): {\displaystyle [a;b]\subset R\rightarrow R;x\mapsto f(x)}, az [a;b]-n folytonos függvény esetén a
{\displaystyle F=2\pi \int \limits _{a}^{b}f(x){\sqrt {1+[f'(x)]^{2}}}dx\,}
integrál adja az f(x) függvény x tengely körüli elforgatásával kapott forgástest palástjának területét. (Így a forgásfelület felszínét is meghatározhatjuk tehát.)

## A Pappus–Guldin-tételek
A forgástestek térfogatát és felszínét a Pappus–Guldin-tételek segítségével a következőképpen lehet kiszámolni: Ezek szerint a felszín egyenlő a származtató síkidom s kerületének és annak C súlypontja rs.2π útjának a szorzatával:
{\displaystyle F=s\cdot r_{s}\cdot 2\pi }
A forgástest térfogata pedig egyenlő a származtató síkidom (meridiánmetszet) A területének és a meridiánmetszet CA súlypontja Rs.2π útjának szorzatával:
{\displaystyle V=A\cdot R_{s}\cdot 2\pi }
Példák forgástestekre:
- Henger
- Gömb
- Kúp
- Tórusz
- Gábriel harsonája